# Cerkev svatého Mikuláše Divotvůrce (Habura)
Cerkev svatého Mikuláše Divotvůrce v Habuře byla postavena v roce 2011 jako věrná kopie dřevěné řeckokatolické cerkve ze 16. století v rámci projektu EU Dva pravoslavné kostely pro sblížení kultur polsko-slovenského pohraničí. Kostel má ekumenický charakter.

## Historie
Obec Habura byla založena ve druhé polovině 15. století. První dřevěný kostel byl postaven v letech 1595–1607 jako pravoslavný chrám. V roce 1646 byl na základě Užhorodské unie přeměněn na řeckokatolický. V roce 1740 byl v Habuře postaven nový větší kostel svatého Michaela Archanděla. Malý dřevěný kostelík byl prodán do obce Malá Poľana, kde byl v roce 1759 přejmenován na Chrám svatého Mikuláše Divotvůrce a v této obci se nacházel až do roku 1935, kdy byl prodán a následně přenesen do České republiky do Hradce Králové, kde slouží jako pravoslavný chrám dodnes.
Poté, co v roce 2006 vyhořel kostel v polské obci Komańcza, vznikl projekt obnovy bohoslužebných míst na slovensko-polském pohraničí, který zahrnoval jak kostel v Komańcze, tak kostel z 16. století v Habuře. Program byl spolufinancován Evropskou unií. Kostel postavili Dušan Kantuľák a Pavol Petrík z Habury. Dne 9. července 2011 byla stavba dokončena a kostel vysvětil řeckokatolický arcibiskup Ján Babjak, metropolita prešovský.

## Architektura
Cerkev svatého Mikuláše Divotvůrce je malý dřevěný kostelík srubové konstrukce, trojlodní, se šindelovou střechou. Skládá se ze čtvercového presbytáře, větší lodi a babincového kněžiště ukrytého mezi sloupy věže se zužujícími se stěnami, se zdánlivým kněžištěm zakončeným kupolí. Nad lodí a kněžištěm jsou stanové střechy. Okapy kolem věže a lodi.
V interiéru je trámový strop nad babincem, srubové kopule nad lodí a kněžištěm, příčka mezi lodí a babincem. Uvnitř kostela je zvon Pavel, který daroval ruský velvyslanec ve Slovenské republice P. M. Kuzněcov.
Kostel je obehnán dřevěným plotem s brankou, se šindelovou střechou.

## Galerie
Stav v letech 2010–2016:

Pohled z jihu
Pohled od západu
Pohled od východu
Vedle kostela, pamětní deska
Celkový pohled
U kostela, pamětní deska
Celkový pohled od jihu
Okolí kostela
Stav v roce 2010